# Dieter Eckstein
Pour les articles homonymes, voir Eckstein.
Dieter Eckstein est un footballeur allemand né le 12 mars 1964 à Kehl.

## Carrière
- 1984-1988 : FC Nuremberg  Allemagne
- 1988- janv. 1991 : Eintracht Francfort  Allemagne
- 1991-1993 : FC Nuremberg  Allemagne
- 1993-1995 : Schalke 04  Allemagne
- 1995-1995 : West Ham  Angleterre
- 1995-1996 : Waldhof Mannheim  Allemagne
- 1996-1997 : FC Winterthur  Suisse
- 1997-1998 : FC Augsburg  Allemagne
- 1998-1999 : SG Post-Süd Regensburg  Allemagne[1]

## Palmarès
- 7 sélections et 1 but en équipe d'Allemagne entre 1986 et 1988
- Champion d'Allemagne de D2 en 1985 avec le FC Nuremberg